# Смерть Єлизавети II
Смерть Єлизаве́ти II сталася 8 вересня 2022 року о 15:10 (за Гринвічем). Королева померла на 97-у році життя в замку Балморал у Шотландії. Офіційно про смерть оголошено о 18:30 за місцевим часом. Державний похорон королеви відбувся 19 вересня. Її було поховано в каплиці святого Георгія Віндзорського замку.

## Смерть
До обіду 8 вересня 2022 року лікарі повідомили, що здоров'я королеви Єлизавети II швидко погіршується, і взяли її під медичний нагляд. Офіційний акаунт королівської сім'ї в Twitter підтвердив, що королева перебувала під медичним наглядом у Балморалі після того, як лікарі висловили занепокоєння. У заяві говорилося: «Після подальшого обстеження сьогодні вранці лікарі королеви стурбовані здоров'ям Її Величності та рекомендують їй залишатися під медичним наглядом у Балморалі». Після цієї інформації Велику Британію охопила тривога. Національний мовник BBC One з 15 години за місцевим часом змінив програму: замість анонсованих передач вийшов спеціальний випуск новин, усі розважальні шоу були скасовані.

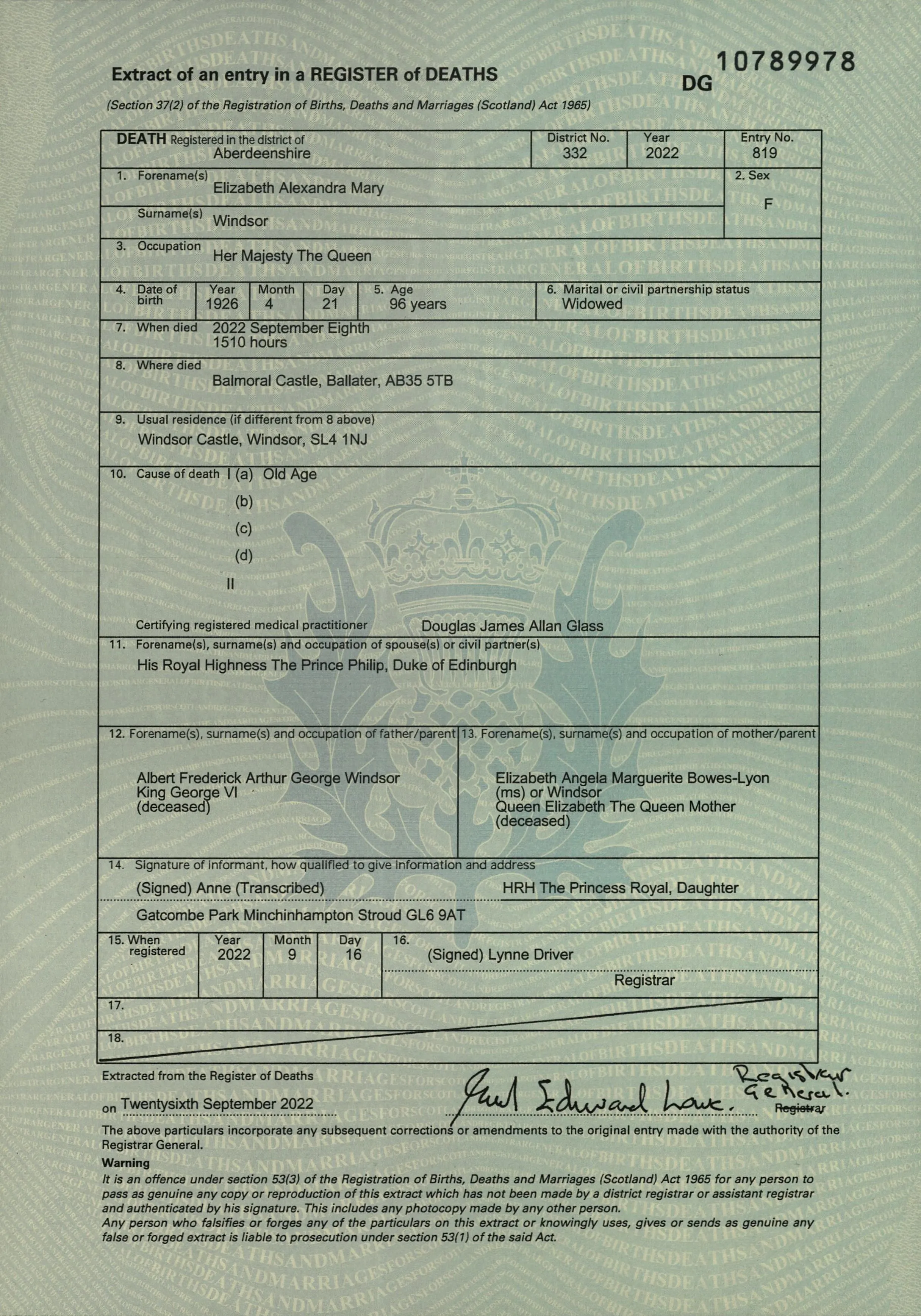
Свідоцтво про смерть королеви Єлизавети II

Королева померла о 15:10 за західноєвропейським літнім часом. На момент її смерті тільки принц Чарльз і його сестра Анна були поряд з матір'ю. Решта членів королівської родини перебували на шляху до замку, зокрема, принц Едвард та принц Ендрю — прибули незабаром після цього з принцом Вільямом. Згодом приєднався й принц Гаррі, без його дружини Меган. Кетрін, герцогиня Кембриджська також залишилася у Віндзорі разом із дітьми — принцом Джорджем, принцесою Шарлоттою та принцом Луї. Вони, 8 вересня мали перший навчальний день у новій школі.
Тодішню прем'єр-міністерку Великої Британії Ліз Трасс сповістили про смерть голови держави о 16:30 кодовою фразою «Лондонський міст впав» (англ. London Bridge is Down). Після цього розпочалося виконання плану «Лондонський міст».
Надвечір 8 вересня, о 18:31 за місцевим часом, пресслужба британської королівської родини повідомила про смерть монарха:
|  | Королева мирно померла в Балморалі сьогодні вдень. Король і королева-консорт залишаться в Балморалі цього вечора і повернуться до Лондона завтра. |

Наступного дня, 9 вересня, у соборі святого Павла в Лондоні відбулося богослужіння для вшанування пам'яті королеви.

## Похорон

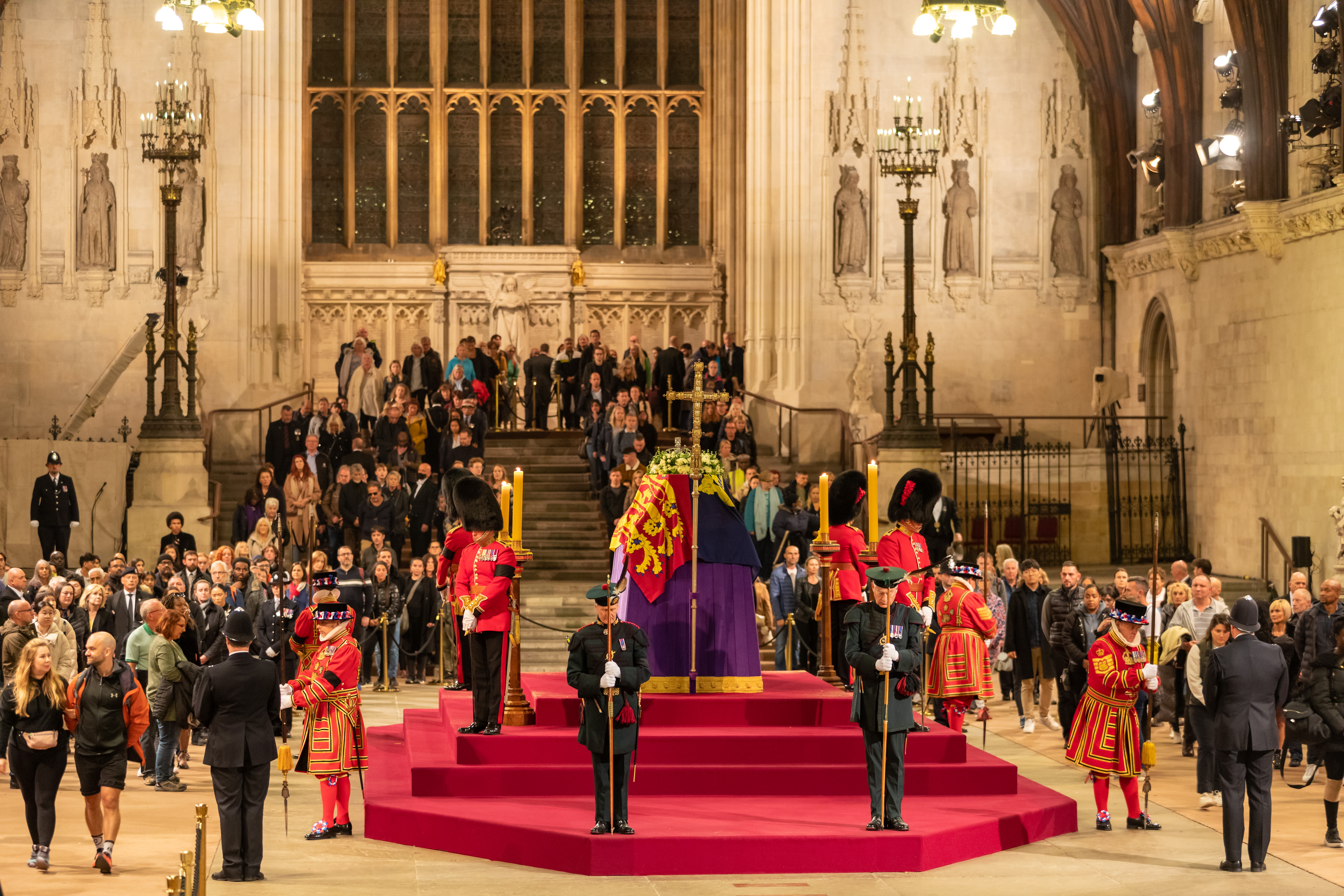
Труна королеви Єлизавети II у Вестмінстер-голі

11 вересня тіло покійної королеви перевезли до Единбурга. Наступного дня в соборі святого Джайлса відбулася служба для вшанування пам'яті королеви за участі членів королівської родини.
Увечері 14 вересня труну з тілом королеви привезли до Букінгемського палацу в Лондоні. Наступного дня в ході 38-хвилинної труну було доставлено до Вестмінстер-голу, де британські підданні мали змогу віддати шану покійному монарху. Черга охочих зробити це розтяглася на приблизно 10 миль (16 кілометрів).

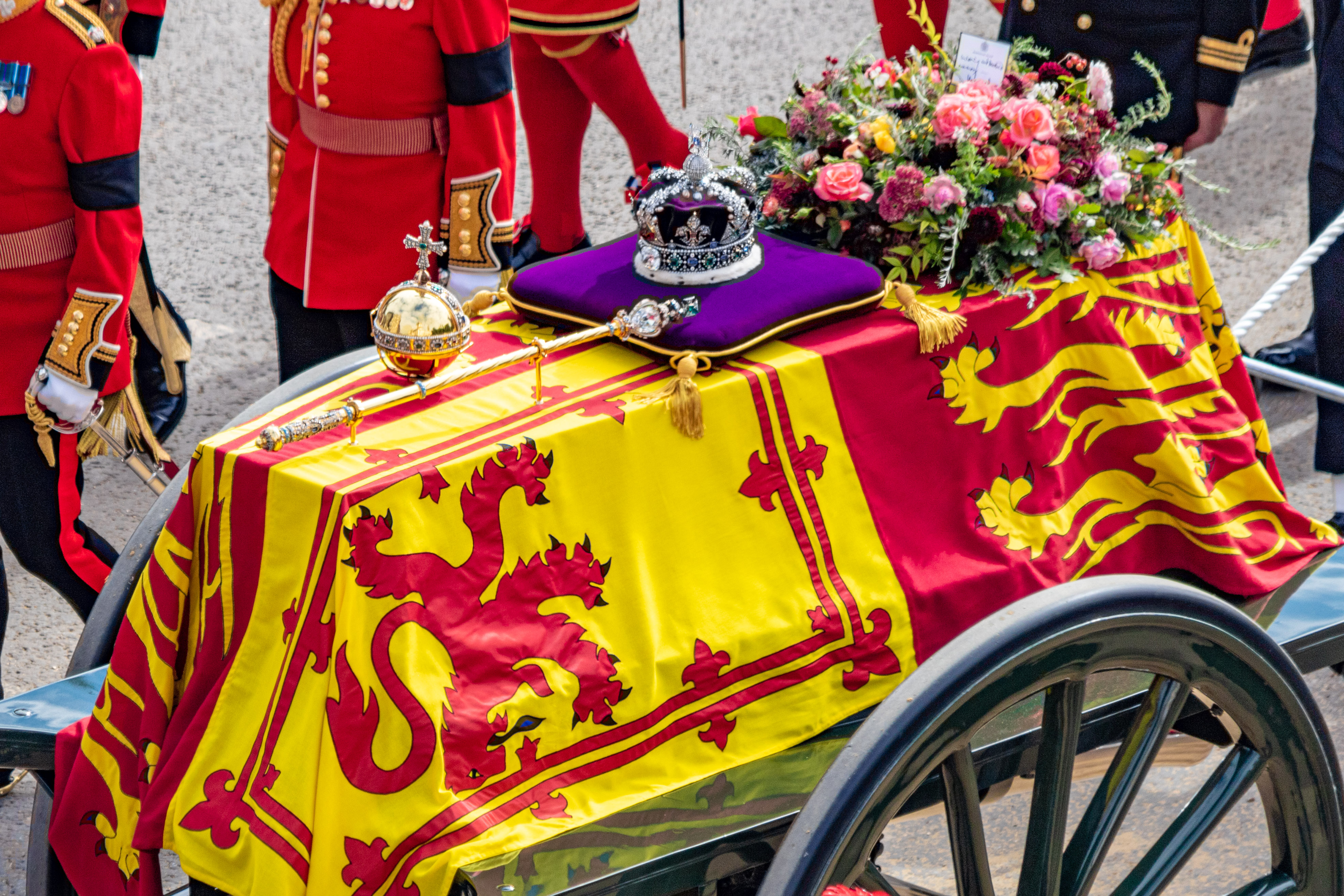
Труна королеви Єлизавети II під час похоронної процесії 19 вересня 2022 року

Державний похорон королеви відбувся 19 вересня 2022 року. Уранці того дня у ході короткої процесії труну з тілом Єлизавети II перевезли з Вестмінстер-голу до Вестмінстерського абатства. Об 11:00 в соборі розпочалася похоронне богослужіння за участі членів королівської родини та високопоставлених запрошених гостей, зокрема іноземних. О 12:15 розпочалася процесія від Вестмінстерського абатства до Веллінгтонської арки, що пройшла біля Букінгемського палацу та меморіалу Вікторії. Звідти труну з тілом королеви повезли автомобілем до Віндзора.
О 16:00 у каплиці святого Георгія Віндзорського замку розпочалася остання служба в рамках державного похорону Єлизавети II. Наприкінці богослужіння з її труни зняли символи королівської влади — корону, державу та скіпетр, — а потім опустили її вниз. Після приватного богослужіння для членів королівської родини королеву поховали у меморіальній каплиці короля Георга VI поряд з її батьками, королем Георгом VI та королевою Єлизаветою, сестрою, принцесою Маргарет, й чоловіком — принцом Філіпом.
2 жовтня 2022 року 18-річного гвардійця Джека Бернелл-Вільямса, який брав участь у похороні королеви Єлизавети, знайшли мертвим у казармі в Гайд-парку. Він грав ключову роль у процесії, коли труну Її Величності везли від Вестмінстерського абатства через Букінгемський палац до Веллінгтонської арки.

## Наступник

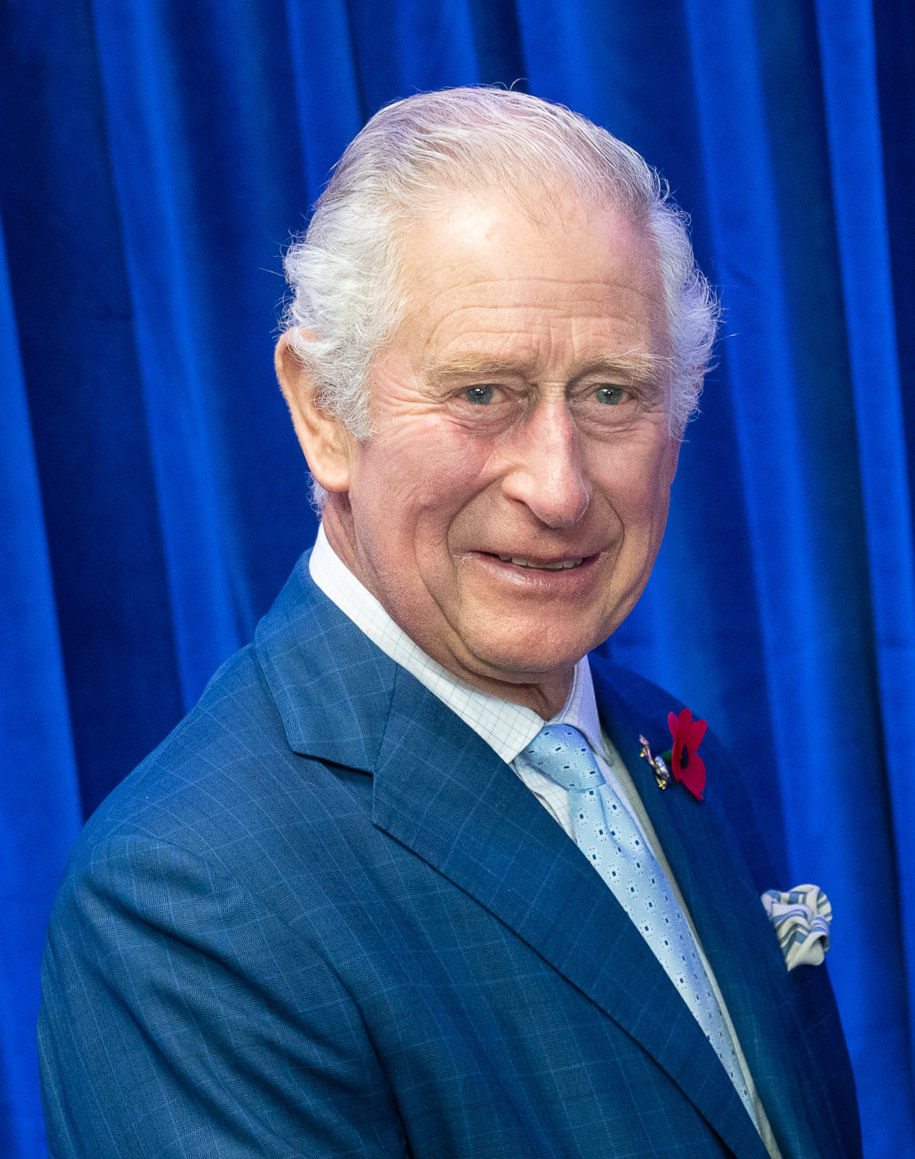
Чарльз III в листопаді 2021 року

Син королеви, Чарльз III, негайно змінив королеву на посаді панівного монарха і став королем Сполученого Королівства та чотирнадцяти інших королівств Співдружності.
Королівське ім'я колишнього принца Уельського оголосила прем'єр-міністр Великої Британії Елізабет Трасс під час свого офіційного телевізійного звернення біля Даунінг-стріт, 10, коли вона заявила: «Королева Єлизавета залишила по собі величний спадок. Сьогодні, як і вже протягом понад тисячі років до того, корона переходить нашому новому монарху, новому главі держави — Його Величності королю Чарльзу III».
Букінгемський палац опублікував першу офіційну заяву короля як монарха о 19:04 за місцевим часом:
Офіційна заява короля Чарльза III:

«Смерть моєї улюбленої Матері, Її Величності Королеви, є моментом найбільшого смутку для мене та всіх членів моєї родини.
Ми глибоко сумуємо через смерть улюбленого Суверена й не менш улюбленої Матері. Я знаю, що її втрату глибоко переживає вся країна, Королівства та Співдружність, а також незліченна кількість людей по всьому світу.
Протягом цього періоду жалоби та змін моя сім'я та я будемо у жалобі. Нас сум утішає та підтримується повагою та глибокою прихильністю людей до королеви».

10 вересня 2022 року Чарльз III був офіційно проголошений королем під час церемонії прокламації в Сент-Джеймському палаці. Коронація нового монарха та його дружини, королеви Камілли, відбулася 6 травня 2023 року.